# Sejo de Abajo
Sejo de Abajo es un núcleo de población español de la localidad de Lamadrid, perteneciente al municipio de Valdáliga, en la comunidad autónoma de Cantabria.

## Historia
Hacia mediados del siglo XIX, se mencionaba ya la existencia de un barrio conocido como «Asejo» perteneciente al municipio de Valdáliga. En 2023, el núcleo de población de Sejo de Abajo, encuadrado dentro de la entidad singular de población de Lamadrid, tenía empadronados 38 habitantes.